# حديقة كهف دونبار العامة
حديقة كهف دونبار العامة (بالإنجليزية: Dunbar Cave State Park)‏؛ هو كهف يقع في مقاطعة مونتغومري في الولايات المتحدة. وهو أحد الحدائق العامة في ولاية تينيسي.

## السياحة
يعد «حديقة كهف دونبار العامة» أحد مواقع الجذب السياحي في مقاطعة مونتغومري في ولاية تينيسي الأمريكية.